# 伊勢義盛
伊勢義盛（?—1186年8月11日，？—文治2年7月25日），源平合戰源氏大將源義經的親信部將之一，通稱「三郎」或「江三郎」。其出身有上野国、伊勢国等說法，未有定論。
傳說伊勢義盛是在源義經由鞍馬山投奔平泉的途中加入成為部將的。著名戰績是曾在屋島之戰中以13騎降伏平氏阿波水軍3000騎。後來為了逃避幕府的追捕，伊勢義盛追隨源義經再次逃往平泉，途中不幸失散，於是伊勢義盛回到畿內潛伏，但最後被捕並梟首示眾。在三重縣四日市市川島町有其首塚。
不過軍記物語《義經記》記載伊勢義盛和源義經並未失散，而且最後在平泉為了保護源義經而壯烈戰死。NHK大河劇《源義經》和《義經》都採用此說法而製作。